# Allocosa biserialis
Allocosa biserialis là một loài nhện trong họ wolfspinnen (Lycosidae).
Loài này thuộc chi Allocosa. Allocosa biserialis được Carl Friedrich Roewer miêu tả năm 1959.